# یوهانس تینکتوریس
یوهانس تینکتوریس (۱۵۱۱–۱۴۳۵)؛(به انگلیسی: Johannes Tinctoris)
آهنگساز، تئوریسین، وکیل و ریاضی‌دان دوره رنسانس اهلِ بلژیک بود.
تینکتوریس از آهنگسازان پیشین – که فواصل نامطبوع آثارشان بیش از مطبوع‌ها بود- منزجر بود و ادعا می‌کرد که هیچ‌یک از آثار پیش از دههٔ ۱۴۳۰ ارزش شنیدن ندارد. او به شدت تحت تأثیر فرهنگ و نویسندگان یونان بود؛ و ادعا می‌کرد که آثار موسیقی دانان دو نسل پیش از خودش ارزش تقلید دارند.

## آثار
برخی از آثار مکتوب وی عبارتند از:
اولین فرهنگ اصطلاحات موسیقی Diffinitorum musices
شرح و تفسیر نظام مُدال Liber de natura et proprietate tonorum
مقدمه ای بر عناصر نواک و نتاسیون ریتمیک موسیقی Expositio manus and Proportionale musices
شرح و تفسیر فواصل مطبوع و نامطبوع و کارکرد آن‌ها Liber de arte contrapuncti
بررسی وسیعی از بنیان‌ها و تحولات موسیقی، ریشه‌ها و انشعابات متافیزیک آن و آموزه‌های سازی و آوازی De inventione et usu musice - که در این کتاب به مطالبی چون موسیقی درمانی نیز اشاره می‌کند.
از آثار پراهمیت وی، سه کتاب کنترپوان است که مهم‌ترین آثار سده پانزدهم در مورد کنترپوان است که در آن به تفاوت شیوه نو و کهنه پرداخته و همچنین مجموعه ای از قوانین کمپوزیسین را مطرح می‌کند.
تینکتوریس با اشاره به شیوهٔ اجرایی آهنگسازان دلخواهش قانون‌های سخت گیرانهٔ استفاده از نامطبوع‌ها را برمی‌شمارد و کاربرد فواصل نامطبوع را محدود می‌کند به نت‌های «تهیه» و «گذر» که هر دو با ضرب‌های بی تکیه ادا می‌شوند و فرازهای سکته داری که به هنگام کادانس اجرا می‌گردند (این فرازها را امروز به نام تعلیق می‌شناسیم). پنجم‌های موازی و فواصل اکتاو که تا سدهٔ چهاردهم به فراوانی استفاده می‌شدند. اکنون دیگر مردود به‌شمار می‌رفتند.

## قوانین هشتگانه تینکتوریس
هشت قانون مشهور وی که در سه کتاب کنترپوان در خصوص آهنگسازی مطرح می‌کند به شرح زیر است:
1. شروع و پایان‌ها باید مطبوع کامل باشد. هنگامی که خواننده در حال بداهه خوانی است، می‌تواند با مطبوع ناقص پایان یابد ولی در این حالت گسترش باید پر نُت باشد ولی در باس مجاز به دوبل کردن ششم و اکتاو نیستیم.
2. خط تنور با صداهای بالایی و پایینی را طوری هماهنگ کنید که صدای مطبوع ( کامل، ناقص) ایجاد شود ) سوم و ششم موازی توصیه می‌شود ولی از اکتاو و پنجم موازی بپرهیزید )
3. اگر تنور در جای خود ثابت بماند، می‌توان نت‌های مطبوع کامل و ناقص را اضافه کرد.
4. قسمت کنترپوان قطعه باید یک فرم بسته ملودیک باشد، حتی اگر تنور پرش‌های زیادی داشته باشد.
5. کادانس را روی نتی که بسط و گسترش ملودی را خراب می‌کند، قرار ندهید.
6. تکرار یک ملودی در بالای کانتوس فیرموس صحیح نیست به ویژه وقتی خود کانتوس فیرموس شامل همان تکرار باشد.
7. از دو یا چند کادانس متوالی در یک گام بپرهیزید حتی اگر کانتوس فیرموس این اجازه را بدهد.

## نوشته های قابل توجه
1. اولین فرهنگ لغت اصطلاحات موسیقی (موسیقیهای Diffinitorum ، حدود 1475)
2. مقدمه ای بر عناصر زمین موسیقی و نمادهای ریتمیک (Expositio manus و موسیقی متناسب)؛ مثالها نشان می دهد که چگونه گسترش محدودیت های ریتمیک ممکن است عملی شده باشد
3. نمایش کاملی از سیستم معین (Liber de natura et proprietate tonorum)
4. نمایش اصلی وی از فواصل ، همخوانی و ناهماهنگی و استفاده از آنها. وی قوانین سختگیرانه ای را برای معرفی ناهماهنگی ها ، محدود ساختن آنها به ضربان های بدون فشار و همگام سازی (تعلیق) و در محل های پناهنده طراحی کرد.
5. بررسی گسترده ای از ریشه ها و تکامل موسیقی ، ریشه ها و ریشه های کلامی و متافیزیکی آن ، و تمرین آواز و سازها (De invente et usu musice).